# Boisyvon
Boisyvon é uma comuna francesa na região administrativa da Normandia, no departamento Mancha. Estende-se por uma área de 3,89 km². Em 2010 a comuna tinha 114 habitantes (densidade: 29,3 hab./km²).ehess.fr/cassini/fr/html/fiche.php?select_resultat=4752 Boisyvon - Notice communale]. Des villages de Cassini aux communes d'aujourd'hui (em francês)</ref>.